# Salza (Francja)
Salza – miejscowość i gmina we Francji, w regionie Oksytania, w departamencie Aude.
Według danych na rok 1990 gminę zamieszkiwało 19 osób, a gęstość zaludnienia wynosiła 2 osoby/km² (wśród 1545 gmin Langwedocji-Roussillon Salza plasuje się na 880. miejscu pod względem liczby ludności, natomiast pod względem powierzchni na miejscu 779.).